# 厄平
厄平是奥地利上奥地利州罗尔巴赫县的一个市镇。总面积23平方公里，总人口1592人，人口密度69.2人/平方公里（2005年）。